# السفارة السعودية في مصر
سفارة المملكة العربية السعودية في مصر هي الممثل الرّسمي للحكومة السعودية في مصر. وهي توجد في شارع اليمن - الجيزة - أمام مديرية أمن الجيزة.

## السفراء
- السفير الحالي هو أسامة بن أحمد نقلي.[3]

## قنصلية
- القنصلية السعودية في السويس
- القنصلية السعودية في الإسكندرية

## وصلات خارجية
حسابات السفارة السعودية في القاهرة
- حساب السفارة السعودية في القاهرة الرسمي على تويتر:[4]

https://www.twitter.com/ksaembassyeg
- حساب السفارة السعودية في القاهرة الرسمي على إنستقرام:[5]

https://www.instagram.com/ksaembassy.eg